# Câineni-Băi, Brăila
Câineni-Băi este un sat în comuna Vișani din județul Brăila, Muntenia, România. Este situată în zona de contact a Câmpiei Brăilei cu Câmpia Buzăului, pe cursul inferior al râului Buzău. Localitatea Câineni Băi este situată la 10 km de orasul Faurei și la 41 km de Râmnicu Sarat, la altitudinea de 30 m peste nivelul marii și este în prezent statiune balneoclimaterică cu caracter sezonier. Factori naturali: climat de câmpie excitant-solicitant, lac cu apă minerală clorurată, sodică-magneziană, calcică, nămol sapropelic.
Stațiunea Câineni Băi este recunoscută pentru nămolul mineral organic, bine hidratat, al lacului de aici, apa de inbibiție fiind de tipologie clorurată sodică sulfurată, magneziană, hipertonă. Indicatorii de peloidogeneză pun în evidență un nămol bine evoluat genetic, iar substanțele organice sunt reprezentate preponderent de clasele bitumine și probitumine (extract benzen-alcool) și substanțe humice. 
Nămolul poate fi utilizat în cura externă în următoarele afecțiuni: reumatismale (stări preartrozice (tratament profilactic în profesiuni cu risc artrozic), reumatism degenerativ (artroze ale coloanei și articulațiilor în afara perioadelor de reactivitate clinico-biologica), reumatism abarticular (tendonite, periatrite, în afara perioadelor de acutizare), afecțiuni post-traumatice (sechele musculo-articulare și osoase), afecțiuni neurologice periferice cornice, afecțiuni ginecologice cronice (metroanexite cronice, sterilitate etc.). 
Modalități de aplicare a nămolului: 
- Băi de nămol în cadă la temperaturi de 36-40 grade. La 100 l apă, 10 kg nămol; durata băii: 15-30 minute.
- Împachetări cu nămol - se efectuează la o temperatură de 38 - 40 grade într-un strat de 2 cm pe regiuni mai mult sau mai puțin întinse.
- Cataplasme: aplicații de nămol la temperaturi variate pe regiuni limitate ale corpului.
- Oncțiunile cu nămol: metodă de aplicare a nămolului rece pe întreg corpul sau pe zone limitate și o expunere la soare de 10 - 15 minute până la uscarea nămolului. Urmează un duș cu apă dulce de 2 - 3 minute, care încheie tratamentul.